# Leucobryum sphagnoides
Leucobryum sphagnoides là một loài Rêu trong họ Dicranaceae. Loài này được (Welw. & Duby) Cardot mô tả khoa học đầu tiên năm 1905.